# Rosmalen Open
Rosmalen Open – kobiecy oraz męski turniej tenisowy wchodzący w skład rozgrywek WTA Tour o kategorii WTA 250 oraz ATP Tour o kategorii ATP Tour 250, rozgrywany w holenderskim Rosmalen niedaleko ’s-Hertogenbosch.
Turniej męski zainaugurowany został w 1990 roku, natomiast turniej kobiecy w 1996 roku.
W latach 1990–2009 turniej nosił nazwę Ordina Open. W latach 2010–2012 zawody były rozgrywane pod nazwą UNICEF Open, zaś pomiędzy 2013 a 2015 nazwa rozgrywek brzmiała Topshelf Open. Edycje 2016–2017 nazywano Ricoh Open, a od 2018 Libéma Open.

## Mecze finałowe

### Gra pojedyncza mężczyzn
| Rok        | Zwycięzca                                    | Finalista                                    | Wynik                                        |
| 2025       | Gabriel Diallo                               | Zizou Bergs                                  | 7:5, 7:6(8)                                  |
| 2024       | Alex de Minaur                               | Sebastian Korda                              | 6:2, 6:4                                     |
| 2023       | Tallon Griekspoor                            | Jordan Thompson                              | 6:7(4), 7:6(3), 6:3                          |
| 2022       | Tim van Rijthoven                            | Daniił Miedwiediew                           | 6:4, 6:1                                     |
| 2020– 2021 | Turniej anulowano z powodu pandemii COVID-19 | Turniej anulowano z powodu pandemii COVID-19 | Turniej anulowano z powodu pandemii COVID-19 |
| 2019       | Adrian Mannarino                             | Jordan Thompson                              | 7:6(7), 6:3                                  |
| 2018       | Richard Gasquet                              | Jérémy Chardy                                | 6:3, 7:6(5)                                  |
| 2017       | Gilles Müller                                | Ivo Karlović                                 | 7:6(5), 7:6(4)                               |
| 2016       | Nicolas Mahut                                | Gilles Müller                                | 6:4, 6:4                                     |
| 2015       | Nicolas Mahut                                | David Goffin                                 | 7:6(1), 6:1                                  |
| 2014       | Roberto Bautista-Agut                        | Benjamin Becker                              | 2:6, 7:6(2), 6:4                             |
| 2013       | Nicolas Mahut                                | Stan Wawrinka                                | 6:3, 6:4                                     |
| 2012       | David Ferrer                                 | Philipp Petzschner                           | 6:3, 6:4                                     |
| 2011       | Dmitrij Tursunow                             | Ivan Dodig                                   | 6:3, 6:2                                     |
| 2010       | Serhij Stachowski                            | Janko Tipsarević                             | 6:3, 6:0                                     |
| 2009       | Benjamin Becker                              | Raemon Sluiter                               | 7:5, 6:3                                     |
| 2008       | David Ferrer                                 | Marc Gicquel                                 | 6:4, 6:2                                     |
| 2007       | Ivan Ljubičić                                | Peter Wessels                                | 7:6(5), 4:6, 7:6(4)                          |
| 2006       | Mario Ančić                                  | Jan Hernych                                  | 6:0, 5:7, 7:5                                |
| 2005       | Mario Ančić                                  | Michaël Llodra                               | 7:5, 6:4                                     |
| 2004       | Michaël Llodra                               | Guillermo Coria                              | 6:3, 6:4                                     |
| 2003       | Sjeng Schalken                               | Arnaud Clément                               | 6:3, 6:4                                     |
| 2002       | Sjeng Schalken                               | Arnaud Clément                               | 3:6, 6:3, 6:2                                |
| 2001       | Lleyton Hewitt                               | Guillermo Cañas                              | 6:3, 6:4                                     |
| 2000       | Patrick Rafter                               | Nicolas Escudé                               | 6:1, 6:3                                     |
| 1999       | Patrick Rafter                               | Andrei Pavel                                 | 3:6, 7:6(7), 6:4                             |
| 1998       | Patrick Rafter                               | Martin Damm                                  | 7:6(2), 6:2                                  |
| 1997       | Richard Krajicek                             | Guillaume Raoux                              | 6:4, 7:6(7)                                  |
| 1996       | Richey Reneberg                              | Stéphane Simian                              | 6:4, 6:0                                     |
| 1995       | Karol Kučera                                 | Anders Järryd                                | 7:6(7), 7:6(4)                               |
| 1994       | Richard Krajicek                             | Karsten Braasch                              | 6:3, 6:4                                     |
| 1993       | Arnaud Boetsch                               | Wally Masur                                  | 3:6, 6:3, 6:3                                |
| 1992       | Michael Stich                                | Jonathan Stark                               | 6:4, 7:5                                     |
| 1991       | Christian Saceanu                            | Michiel Schapers                             | 6:1, 3:6, 7:5                                |
| 1990       | Amos Mansdorf                                | Aleksandr Wołkow                             | 6:3, 7:6                                     |

### Gra pojedyncza kobiet
| Rok        | Zwyciężczyni                                 | Finalistka                                   | Wynik                                        |
| 2025       | Elise Mertens                                | Elena-Gabriela Ruse                          | 6:3, 7:6(4)                                  |
| 2024       | Ludmiła Samsonowa                            | Bianca Andreescu                             | 4:6, 6:3, 7:5                                |
| 2023       | Jekatierina Aleksandrowa                     | Wieronika Kudiermietowa                      | 4:6, 6:4, 7:6(3)                             |
| 2022       | Jekatierina Aleksandrowa                     | Aryna Sabalenka                              | 7:5, 6:0                                     |
| 2020– 2021 | Turniej anulowano z powodu pandemii COVID-19 | Turniej anulowano z powodu pandemii COVID-19 | Turniej anulowano z powodu pandemii COVID-19 |
| 2019       | Alison Riske                                 | Kiki Bertens                                 | 0:6, 7:6(3), 7:5                             |
| 2018       | Aleksandra Krunić                            | Kirsten Flipkens                             | 6:7(0), 7:5, 6:1                             |
| 2017       | Anett Kontaveit                              | Natalja Wichlancewa                          | 6:2, 6:3                                     |
| 2016       | Coco Vandeweghe                              | Kristina Mladenovic                          | 7:5, 7:5                                     |
| 2015       | Camila Giorgi                                | Belinda Bencic                               | 7:5, 6:3                                     |
| 2014       | Coco Vandeweghe                              | Zheng Jie                                    | 6:2, 6:4                                     |
| 2013       | Simona Halep                                 | Kirsten Flipkens                             | 6:4, 6:2                                     |
| 2012       | Nadieżda Pietrowa                            | Urszula Radwańska                            | 6:4, 6:3                                     |
| 2011       | Roberta Vinci                                | Jelena Dokić                                 | 6:7(7), 6:3, 7:5                             |
| 2010       | Justine Henin                                | Andrea Petković                              | 3:6, 6:3, 6:4                                |
| 2009       | Tamarine Tanasugarn                          | Yanina Wickmayer                             | 6:3, 7:5                                     |
| 2008       | Tamarine Tanasugarn                          | Dinara Safina                                | 7:5, 6:2                                     |
| 2007       | Anna Czakwetadze                             | Jelena Janković                              | 7:6(2), 3:6, 6:3                             |
| 2006       | Michaëlla Krajicek                           | Dinara Safina                                | 6:3, 6:4                                     |
| 2005       | Klára Koukalová                              | Lucie Šafářová                               | 3:6, 6:2, 6:2                                |
| 2004       | Mary Pierce                                  | Klára Koukalová                              | 7:6(6), 6:2                                  |
| 2003       | Kim Clijsters                                | Justine Henin-Hardenne                       | 6:7(4), 3:0 krecz                            |
| 2002       | Eleni Daniilidu                              | Jelena Diemientjewa                          | 3:6, 6:2, 6:3                                |
| 2001       | Justine Henin                                | Kim Clijsters                                | 6:4, 3:6, 6:3                                |
| 2000       | Martina Hingis                               | Ruxandra Dragomir                            | 6:2, 3:0 krecz                               |
| 1999       | Kristina Brandi                              | Silvija Talaja                               | 6:0, 3:6, 6:1                                |
| 1998       | Julie Halard-Decugis                         | Miriam Oremans                               | 6:2, 6:4                                     |
| 1997       | Ruxandra Dragomir                            | Miriam Oremans                               | 5:7, 6:2, 6:4                                |
| 1996       | Anke Huber                                   | Helena Suková                                | 6:4, 7:6                                     |

### Gra podwójna mężczyzn
| Rok        | Zwycięzcy                                    | Finaliści                                    | Wynik                                        |
| 2025       | Matthew Ebden Jordan Thompson                | Julian Cash Lloyd Glasspool                  | 6:4, 3:6, 10–7                               |
| 2024       | Nathaniel Lammons Jackson Withrow            | Wesley Koolhof Nikola Mektić                 | 7:6(5), 7:6(3)                               |
| 2023       | Wesley Koolhof Neal Skupski                  | Gonzalo Escobar Ołeksandr Nedowiesow         | 7:6(1), 6:2                                  |
| 2022       | Wesley Koolhof Neal Skupski                  | Matthew Ebden Max Purcell                    | 4:6, 7:5, 10–6                               |
| 2020– 2021 | Turniej anulowano z powodu pandemii COVID-19 | Turniej anulowano z powodu pandemii COVID-19 | Turniej anulowano z powodu pandemii COVID-19 |
| 2019       | Dominic Inglot Austin Krajicek               | Marcus Daniell Wesley Koolhof                | 6:4, 4:6, 10–6                               |
| 2018       | Dominic Inglot Franko Škugor                 | Raven Klaasen Michael Venus                  | 7:6(3), 7:5                                  |
| 2017       | Łukasz Kubot Marcelo Melo                    | Raven Klaasen Rajeev Ram                     | 6:3, 6:4                                     |
| 2016       | Mate Pavić Michael Venus                     | Dominic Inglot Raven Klaasen                 | 3:6, 6:3, 11–9                               |
| 2015       | Ivo Karlović Łukasz Kubot                    | Pierre-Hugues Herbert Nicolas Mahut          | 6:2, 7:6(9)                                  |
| 2014       | Jean-Julien Rojer Horia Tecău                | Santiago González Scott Lipsky               | 6:3, 7:6(3)                                  |
| 2013       | Maks Mirny Horia Tecău                       | Andre Begemann Martin Emmrich                | 6:3, 7:6(4)                                  |
| 2012       | Robert Lindstedt Horia Tecău                 | Juan Sebastián Cabal Dmitrij Tursunow        | 6:3, 7:6(1)                                  |
| 2011       | Daniele Bracciali František Čermák           | Robert Lindstedt Horia Tecău                 | 6:3, 2:6, 10–8                               |
| 2010       | Robert Lindstedt Horia Tecău                 | Lukáš Dlouhý Leander Paes                    | 1:6, 7:5, 10–7                               |
| 2009       | Wesley Moodie Dick Norman                    | Johan Brunström Jean-Julien Rojer            | 7:6(3), 6:7(8), 10–5                         |
| 2008       | Mario Ančić Jürgen Melzer                    | Mahesh Bhupathi Leander Paes                 | 7:6(5), 6:3                                  |
| 2007       | Jeff Coetzee Rogier Wassen                   | Martin Damm Leander Paes                     | 3:6, 7:6(5), 12–10                           |
| 2006       | Martin Damm Leander Paes                     | Arnaud Clément Chris Haggard                 | 6:1, 7:6(3)                                  |
| 2005       | Cyril Suk Pavel Vízner                       | Tomáš Cibulec Leoš Friedl                    | 6:3, 6:4                                     |
| 2004       | Martin Damm Cyril Suk                        | Lars Burgsmüller Jan Vacek                   | 6:3, 6:7(7), 6:3                             |
| 2003       | Martin Damm Cyril Suk                        | Donald Johnson Leander Paes                  | 7:5, 7:6(4)                                  |
| 2002       | Martin Damm Cyril Suk                        | Paul Haarhuis Brian MacPhie                  | 7:6(6), 6:7(6), 6:4                          |
| 2001       | Paul Haarhuis Sjeng Schalken                 | Martin Damm Cyril Suk                        | 6:4, 6:4                                     |
| 2000       | Martin Damm Cyril Suk                        | Paul Haarhuis Sandon Stolle                  | 6:4, 6:7(5), 7:6(5)                          |
| 1999       | Leander Paes Jan Siemerink                   | Ellis Ferreira David Rikl                    | Nie rozegrano                                |
| 1998       | Guillaume Raoux Jan Siemerink                | Joshua Eagle Andrew Florent                  | 7:6(5), 6:2                                  |
| 1997       | Jacco Eltingh Paul Haarhuis                  | Trevor Kronemann David Macpherson            | 6:4, 7:5                                     |
| 1996       | Paul Kilderry Pavel Vízner                   | Anders Järryd Daniel Nestor                  | 7:5, 6:3                                     |
| 1995       | Richard Krajicek Jan Siemerink               | Hendrik Jan Davids Andriej Olchowski         | 7:5, 6:3                                     |
| 1994       | Stephen Noteboom Fernon Wibier               | Diego Nargiso Peter Nyborg                   | 6:3, 1:6, 7:6                                |
| 1993       | Patrick McEnroe Jonathan Stark               | David Adams Andriej Olchowski                | 7:6, 1:6, 6:4                                |
| 1992       | Jim Grabb Richey Reneberg                    | John McEnroe Michael Stich                   | 6:4, 6:7, 6:4                                |
| 1991       | Hendrik Jan Davids Paul Haarhuis             | Richard Krajicek Jan Siemerink               | 6:3, 7:6                                     |
| 1990       | Jakob Hlasek Michael Stich                   | Jim Grabb Patrick McEnroe                    | 7:6, 6:3                                     |

### Gra podwójna kobiet
| Rok        | Zwyciężczynie                                | Finalistki                                     | Wynik                                        |
| 2025       | Irina Chromaczowa Fanny Stollár              | Nicole Melichar-Martinez Ludmiła Samsonowa     | 7:5, 6:3                                     |
| 2024       | Ingrid Neel Bibiane Schoofs                  | Tereza Mihalíková Olivia Nicholls              | 7:6(6), 6:3                                  |
| 2023       | Shūko Aoyama Ena Shibahara                   | Viktória Hrunčáková Tereza Mihalíková          | 6:3, 6:3                                     |
| 2022       | Ellen Perez Tamara Zidanšek                  | Wieronika Kudiermietowa Elise Mertens          | 6:3, 5:7, 12–10                              |
| 2020– 2021 | Turniej anulowano z powodu pandemii COVID-19 | Turniej anulowano z powodu pandemii COVID-19   | Turniej anulowano z powodu pandemii COVID-19 |
| 2019       | Shūko Aoyama Aleksandra Krunić               | Lesley Kerkhove Bibiane Schoofs                | 7:5, 6:3                                     |
| 2018       | Elise Mertens Demi Schuurs                   | Kiki Bertens Kirsten Flipkens                  | 3:3 krecz                                    |
| 2017       | Dominika Cibulková Kirsten Flipkens          | Kiki Bertens Demi Schuurs                      | 4:6, 6:4, 10–6                               |
| 2016       | Oksana Kalasznikowa Jarosława Szwiedowa      | Xenia Knoll Aleksandra Krunić                  | 6:1, 6:1                                     |
| 2015       | Asia Muhammad Laura Siegemund                | Jelena Janković Anastasija Pawluczenkowa       | 6:3, 7:5                                     |
| 2014       | Marina Erakovic Arantxa Parra Santonja       | Michaëlla Krajicek Kristina Mladenovic         | 0:6, 7:6(5), 10–8                            |
| 2013       | Irina-Camelia Begu Anabel Medina Garrigues   | Dominika Cibulková Arantxa Parra Santonja      | 4:6, 7:6(3), 11–9                            |
| 2012       | Sara Errani Roberta Vinci                    | Marija Kirilenko Nadieżda Pietrowa             | 6:4, 3:6, 11–9                               |
| 2011       | Barbora Záhlavová-Strýcová Klára Zakopalová  | Dominika Cibulková Flavia Pennetta             | 1:6, 6:4, 10–7                               |
| 2010       | Ałła Kudriawcewa Anastasija Rodionowa        | Vania King Jarosława Szwiedowa                 | 3:6, 6:3, 10–6                               |
| 2009       | Marina Erakovic Flavia Pennetta              | Michaëlla Krajicek Yanina Wickmayer            | 6:4, 5:7, 13–11                              |
| 2008       | Marina Erakovic Michaëlla Krajicek           | Līga Dekmeijere Angelique Kerber               | 6:3, 6:2                                     |
| 2007       | Chan Yung-jan Chuang Chia-jung               | Anabel Medina Garrigues Virginia Ruano Pascual | 7:5, 6:2                                     |
| 2006       | Yan Zi Zheng Jie                             | Marija Kirilenko Ana Ivanović                  | 3:6, 6:2, 6:2                                |
| 2005       | Dinara Safina Anabel Medina Garrigues        | Iveta Benešová Nuria Llagostera Vives          | 6:4, 2:6, 7:6(11)                            |
| 2004       | Milagros Sequera Lisa McShea                 | Claudine Schaul Jelena Kostanić                | 7:6(3), 6:3                                  |
| 2003       | Jelena Diemientjewa Lina Krasnorucka         | Mary Pierce Nadieżda Pietrowa                  | 2:6, 6:3, 6:4                                |
| 2002       | Martina Müller Catherine Barclay-Reitz       | Bianka Lamade Magdalena Maleewa                | 6:4, 7:5                                     |
| 2001       | Ruxandra Dragomir Nadieżda Pietrowa          | Kim Clijsters Miriam Oremans                   | 7:6(5), 6:7(5), 6:4                          |
| 2000       | Nicole Pratt Erika de Lone                   | Catherine Barclay-Reitz Karina Habšudová       | 7:6(4), 4:3 krecz                            |
| 1999       | Rita Grande Silvia Farina Elia               | Cara Black Kristie Boogert                     | 7:5, 7:6(2)                                  |
| 1998       | Miriam Oremans Sabine Appelmans              | Eva Melicharová Cătălina Cristea               | 6:7(4), 7:6(6), 7:6(5)                       |
| 1997       | Helena Vildová Eva Melicharová               | Florencia Labat Karina Habšudová               | 6:3, 7:6(6)                                  |
| 1996       | Brenda Schultz Łarysa Sawczenko-Neiland      | Kristie Boogert Helena Suková                  | 6:4, 7:6(7)                                  |